# تاكايوكي شيميزو (لاعب كرة قاعدة)
تاكايوكي شيميزو (باليابانية: 清水崇行؛ بالكانا: しみず たかゆき) هو لاعب كرة قاعدة ياباني، ولد في 23 أكتوبر 1973 في أداتشي في اليابان.

## وصلات خارجية
- تاكايوكي شيميزو على موقع الدوري الياباني لكرة القاعدة (الإنجليزية)
- تاكايوكي شيميزو على موقعبيزبول رفرنس.كوم (الدوري الثانوي) (الإنجليزية)